# 内田啓利
内田 啓利（うちだ ひろとし、1930年（昭和5年）1月16日 - 2005年6月22日）は、日本の実業家。群馬銀行元常務取締役。群馬ビジネスサービス元社長。藤田エンジニアリング元監査役。第89代警視総監を務めた樋口建史の義父。孫に東京都千代田区長（第9代）の樋口高顕。

## 経歴
群馬県出身。高崎市在籍。田島商店社長や安中町会議員などを務めた田島錦一郎の次男として生まれ、1955年（昭和30年）内田まさの養子となる。実家の田島家は安中町有数の素封家であり、名望家として多くの名士を輩出した。
1952年（昭和27年）慶応義塾大学経済学部を卒業し、同年4月群馬銀行に入行。1971年（昭和46年）6月大阪支店長、1975年（昭和50年）2月県庁支店長、1976年（昭和51年）8月大宮支店長、1978年（昭和53年）3月新宿四谷支店長、1979年（昭和54年）11月東京支店長を経て、1982年（昭和57年）6月取締役に就任。
1983年（昭和58年）8月本店営業部長委嘱。1985年（昭和60年）6月常務、1989年（平成元年）6月常勤監査役、1993年（平成5年）6月群馬ビジネスサービス社長を歴任。2001年（平成13年）6月藤田エンジニアリング監査役に就任。

## 人物
趣味は読書、ゴルフ。宗教は天台宗

## 家族

### 田島家
- 祖父・田島滋郎（生年不詳）
元安中町会議員[4]。長女・まつは茂木医院長の茂木千秋に嫁ぐ[4]。
- 父・田島錦一郎（1903年（明治36年）2月25日生）
田島商店元社長[4]。元安中町会議員[4]。米国石油販売元専務取締役[4]。安中共栄会元理事長[4]。
- 母・けさの